# Демократическая и социальная конвенция
Демократическая и социальная конвенция — Рахама (фр. Convention démocratique et sociale-Rahama, CDS-Rahama) — политическая партия в Нигере.

## История
Партия основана в январе 1991 года. На парламентских выборах в феврале 1993 года партия получила 22 из 83 мест в Национальном собрании, заняв второе место после Национального движения за общество развития (MNDS). На последующих президентских выборах лидер CDS-Rahama Махаман Усман был избран президентом, победив кандидата от MNDS Мамаду Танджа. В 1995 году Усман объявил досрочные парламентские выборы, в результате которых партия получила два места, но осталась второй по величине партией после MNDS. В январе 1996 года он был свергнут в результате государственного переворота. На президентских выборах, состоявшихся в июле того же года, Усман занял второе место после лидера переворота Ибрагима Баре Маинассара. Позднее в том же году партия бойкотировала парламентские выборы.
С 1999 года CDS находится в союзе с MNDS, составляя часть парламентского большинства и участвуя в правительстве; они не выдвигали кандидата в президенты на всеобщих выборах 1999 года, но получили 17 мест в Национальном собрании, президентом которого стал Усман. На всеобщих выборах 2004 года Усман был кандидатом в президенты от CDS в четвёртый раз, заняв третье место с 17,4% голосов. На парламентских выборах партия получила 17,4% голосов избирателей и получила 22 из 113 мест. После выборов MNDS возобновило своё коалиционное правительство с CDS-Rahama, чьи 22 места дают президенту и премьер-министру 69-местное большинство в Национальном собрании, а Усман переизбран президентом Национального собрания.
1 сентября 2007 года CDS провела свой шестой конгресс.
25 июня 2009 года, после того как президент Нигера Мамаду Танджа распустил Национальное собрание из-за своих планов проведения конституционного референдума, CDS объявила о своём окончательном разрыве с правительством MNDS. Партия вышла из правительственной коалиции и вывела своих восьми членов из Совета министров Нигера. В заявлении CDS потребовала, чтобы президент окончательно подчинился решению Суда. Партия также объявила о создании своей собственной оппозиционной коалиции — Движения в защиту демократии (MDD) вместе с пятью более мелкими партиями, включая UDR и PDP. Группа была в прямой конкуренции с более крупным оппозиционным фронтом, Фронтом защиты демократии (FDD), возглавляемым PNDS, и провела два марша против референдума в Ниамее.
Партия бойкотировала парламентские выборы в октябре 2009 года. После переворота 2010 года она участвовала во всеобщих выборах 2011 года; Усман занял четвёртое место в президентских выборах с 8% голосов, в то время как партия получила только три места в Национальном собрании. На всеобщих выборах 2016 года партия выдвинула Абду Лабо своим кандидатом в президенты; он занял седьмое место из пятнадцати кандидатов с 2% голосов. На выборах в Национальное собрание партия сохранила за собой три места.